# Fanny Altenburger

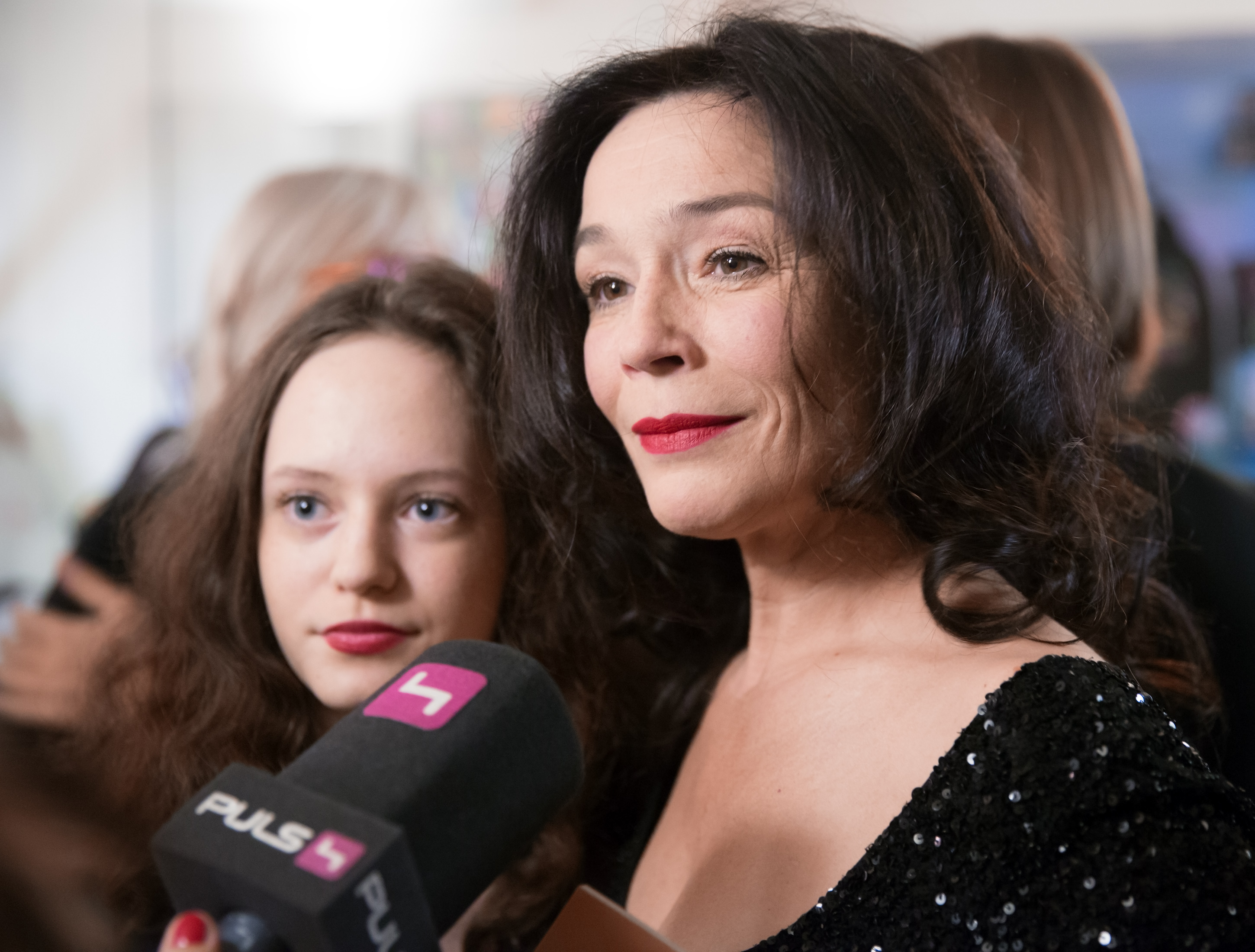
Fanny Altenburger mit ihrer Mutter Julia Stemberger 2015 bei der Verleihung des Nestroy-Theaterpreises

Fanny Altenburger (* 2000 in München) ist eine österreichische Schauspielerin.

## Leben und Karriere
Die Tochter der Schauspielerin Julia Stemberger (* 1965) und des Geigers Christian Altenburger (* 1957) sammelte 2010 erste Filmerfahrungen mit Jud Süß – Film ohne Gewissen an der Seite von Tobias Moretti und Martina Gedeck, die darin ihre Eltern spielten.
Altenburger wirkt seit 2011 regelmäßig bei den Festspielen Reichenau mit und stand dort 2011 als Mohr im Rosenkavalier nach Hugo von Hofmannsthal, 2012 in der Bühnenfassung von Anna Karenina als Serjoscha, 2013 in Die Stützen der Gesellschaft von Henrik Ibsen, 2015 als Frida Foldal in John Gabriel Borkman von Henrik Ibsen und als Köhlerkind in Der Alpenkönig und der Menschenfeind sowie 2016 als Fella Storch in Die Dämonen von Heimito von Doderer und 2017 in Schnitzlers Im Spiel der Sommerlüfte auf der Bühne.
2016 stand sie für die Dreharbeiten zu dem Kinofilm Wir töten Stella von Julian Pölsler vor der Kamera. 2018 machte sie die Matura und hatte eine Rolle als Anna im Film Die letzte Party deines Lebens. In der Fernsehserie Counterpart spielte sie 2018 die Rolle der Ethel. Im Bühnenstück Honig im Kopf von Florian Battermann basierend auf dem gleichnamigen Film von Til Schweiger verkörperte sie 2019 am Theater Center Forum und am Theater Akzent an der Seite von Johannes Terne als ihr Großvater die Rolle der Tilda.
Beim Theaterfestival Hin & weg in Litschau führt sie im August 2020 unter anderem gemeinsam mit Stefan Suske in einer szenischen Lesung Auszüge aus Daniel Kehlmanns Stück Furcht und Elend des Virus auf.
In der Folge Leopoldina Habsburg: Die Geburt des modernen Brasilien (2022) der ORF-Reihe Universum History übernahm sie die Titelrolle der Maria Leopoldine von Österreich. Im April 2023 feierte sie am Stadttheater Mödling in One Flea Spare – Nur eine Laus von Naomi Wallace als Morse Premiere. In der im November 2023 erstmals ausgestrahlten Folge Der gute Mann vom Herzogpark der ZDF-Krimireihe München Mord verkörperte sie die Rolle der Haushälterin Kathrin Wolf.

## Filmografie (Auswahl)
- 2010: Jud Süß – Film ohne Gewissen
- 2010: Tom Turbo – Das Pferd der Prinzessin (Fernsehserie)
- 2010: Schnell ermittelt – Viktor Zacharias (Fernsehserie)
- 2016: SOKO Donau/SOKO Wien – Ausgeklinkt (Fernsehserie)
- 2017: Schnell ermittelt – Carlo Michalek (Fernsehserie)
- 2017: Wir töten Stella
- 2018: Die letzte Party deines Lebens
- 2018–2019: Counterpart (Fernsehserie)
- 2022: SOKO Donau/SOKO Wien – Lieblingsmensch (Fernsehserie)
- 2022: Universum History – Leopoldina Habsburg: Die Geburt des modernen Brasilien (Fernsehdokumentation)
- 2023: München Mord: Der gute Mann vom Herzogpark (Fernsehreihe)
- 2023: Flunkyball (Fernsehfilm)
- 2024: Universum History – Aufstand im Bordell – Frauenhandel um 1900 (Fernsehdokumentation)
- 2025: Wie man normal ist und die Merkwürdigkeiten der anderen Welt (How to Be Normal and the Oddness of the Other World)
- 2025: Das geheime Stockwerk (Kinofilm)
- 2025: Der Rote Wolf. Ein Krimi aus Passau (Fernsehreihe)